# Dismodicus
Dismodicus là một chi nhện trong họ Linyphiidae.